# Hans von Rokitansky
Hans von Rokitansky   (Viena, 8 de març de 1835 - Castell de Laubegg, 1 de novembre de 1909) va ser un cantant de la corda de baix, austríac, que va cantar durant tres dècades a la "Viena Hofoper" (actual Opera de l'Estat de Viena) i en concerts i òperes arreu d'Europa entre 1856 i el 1877.
Va interpretar un ampli repertori que abastava la gran òpera francesa, l'òpera bel canto italiana, les òperes alemanyes de Richard Wagner i les obres de Wolfgang Amadeus Mozart. Tenia una veu de ressonància profunda que va romandre clara fins al final de la seva carrera quan la seva entonació va començar a patir una mica.
Després de retirar-se dels escenaris el 1893, es va convertir en un famós professor de cant al Conservatori de Viena i molts dels seus alumnes van passar a tenir una carrera d'òpera de gran èxit.
Era fill del baró Carl von Rokitansky que era un famós metge i científic natural. El germà petit de Hans, el baró Victor von Rokitansky (1836-1896), també es va convertir en un cantant d'òpera i compositor. Més tard es va casar amb Therese Lablache, una soprano i la filla del famós baix operístic Luigi Lablache.
Rokitansky va estudiar música a París, Bolonya i Milà abans de debutar com a cantant professional en un concert de 1856 a Londres. L'any següent, va fer la seva primera aparició a l'escenari com Oroveso, a la Norma de Bellini, al "Théâtre Italien" de París. El 1862 es va unir a la llista en el Teatre Nacional de Praga, on el seu primer paper va ser el cardenal Brogny a La Juive de Halévy. Va abandonar Praga el 1864 per incorporar-se a la Viena Hofoper on va cantar papers durant els propers vint-i-nou anys. Entre els seus nombrosos papers, es va incloure Giorgio al I puritani de Bellini, Leporello al Don Giovanni de Mozart, Sarastro en La flauta màgica, Bertram a Robert le diable de Meyerbeer, el paper principal a Fiesco de Verdi, Caspar a Der Freischütz de Weber, Landgravi al Tannhäuser, i el rei Enrique en el Lohengrin entre d'altres. Ell també va retratar tant al gran sacerdot com el tutor del temple en l'estrena mundial de la Die Königin von Saba de Karl Goldmark el 1875.
A més d'actuar a Viena, Rokitansky va actuar periòdicament en òperes i concerts a tot Europa. Va aparèixer a les òperes al "Her Majesty's Theatre" de Londres el 1865 i el 1866, sobretot cantant Osmin en un revival de Die Entführung aus dem Serail de Mozart. També va aparèixer a les actuacions de Londres els anys 1876-1877 i va aparèixer a òperes a Florència, Milà, Torí i Bolonya durant els anys 1860 i 1870.
Després de deixar el Viena Hofoper el 1893, Rokitansky va ensenyar a cantar al conservatori de Viena durant més d'una dècada. El seu germà petit Víctor, també un cantant d'òpera i compositor d'èxit, havia ensenyat al conservatori anteriorment des de 1871 fins a 1880. Alguns estudiants de Hans van passar a tenir una carrera l'òpera d'èxit, entre ells Franz Xaver Battisti i Therese Boschetti. Hans es va retirar a Schloss Laubegg, Estíria on va morir el 2 de novembre de 1909.